# NGC 5331-2
NGC 5331-2 في الفهرس العام الجديد، هي مجرة، تقع في كوكبة العذراء. اكتشفت في 13 مايو 1793 بواسطة ويليام هيرشل.

## روابط خارجية
- NGC 5331-2 على موقع ويكي سكاي: DSS2, SDSS, GALEX, IRAS, Hydrogen α, X-Ray, Astrophoto, Sky Map, Articles and images